# Ліберальна партія штату Нью-Йорк
Ліберальна партія штату Нью-Йорк (англ. Liberal Party of New York) — невелика американська політична партія, активна тільки у штаті Нью-Йорк. ЇЇ платформа підтримує стандартний набір соціально-ліберальної політики: право на аборти, збільшення витрат на освіту і загальну охорону здоров'я.

## Заснована в 1944 році
Ліберальна партія була заснована в 1944 році Джорджом Кантсом як альтернатива Американській лейбористській партії, яка була сформована раніше як засіб для лівих політиків, які не сприймали підтримку Демократичною партією Франкліна Д. Рузвельта. Незважаючи на досягнення певних успіхів, Американська лейбористська партія зазнала негативного впливу комуністів в своїй організації, що змусило Девіда Дубинськи із Міжнародної спілки швачок, Алекса Роуза з Міжнародного союзу капелюшників, теологів Рейнхольда Нібура і Бена Девідсона покинути партію, щоб заснувати Ліберальну партію як виразну антикомуністичну альтернативу. На виборах 1944 року і лейбористська і ліберальна партії підтримали Рузвельта на пост президента, але до 1948 року обидві сторони розійшлися, з висуванням Гаррі С. Трумена від лібералів і кандидата Прогресивної партії Генрі Уоллеса від Лейбористської партії.
При заснуванні  Ліберальна партія утвердила план, щоб стати національною партією, на чолі з екс-кандидатом в президенти від республіканців Уенделлом Уїлкі як національним лідером і кандидатом на пост мера Нью-Йорка в 1945 році. Проте після несподіваної смерті Уілкі в 1944 році у лібералів не було дійсно національних діячів, щоб очолити партію.

## Стратегія і виборче злиття
Ліберальна партія була однією з кількох невеликих партій, які виконують майже унікальну роль для державної політики в штаті Нью-Йорк. Закони Нью-Йорку дозволяють виборче злиття — кандидат може бути висунутим від декількох партій і приєднувати голоси, отримані на різних лініях для голосування. У кількох інших штатах також дозволене виборче злиття, але тільки в Нью-Йорку воно найчастіше практикується. Насправді, оскільки кожна партія має власний список  у бюлетенях Нью-Йорка, висування від кількох партій означає, що ім'я кандидата може бути перераховане кілька разів у виборчому бюлетені.
Основна виборча стратегія Ліберальної партії в цілому перехресно схвалити кандидатури інших партій, які погоджуються з філософією Ліберальної партії; лише зрідка Ліберальна партія запускає своїх кандидатів. Підтримуючи прихильних кандидатів і відмовляючись підтримувати неприхильних, Ліберальна партія сподівалася вплинути на вибір кандидатів від основних партій. Інші діючі на даний момент партії, які мають подібну стратегію в Нью-Йорку включають Консервативну партію і Партію робітничих сімей.
У 1960 році Ліберальна партія підтримала Джона Ф. Кеннеді на пост президента. 14 вересня 1960 року він прийняв призначення і виголосив майже 20-хвилинну промову, відстоюючи американський лібералізм і свою кампанію. Тут він також висловив відому цитату про лібералізм, заявивши: «Я пишаюся тим, що я ліберал.»
У той час як Ліберальна партія в цілому підтримувала кандидатів від Демократичної партії, це не завжди було так. Ліберальна партія підтримала республіканців, таких як Джон Ліндсей і Руді Джуліані на пост мера Нью-Йорка і Якоба Джавітца та Чарльза Гуделла на пост сенатора США, а також незалежних кандидатів, таких як Джон Б. Андерсон (колишній республіканець) на пост президента. У 1969 році Ліндсей, діючий республіканський мер Нью-Йорка, втратив першість у власній партії, але був переобраний лише з позицій Ліберальної партії, в результаті чого привів із собою достатньо ліберальних кандидатів до міської ради, щоб замінити республіканців як партію меншини в міській адміністрації. У 1977 році, після того, як Маріо Куомо втратив призначення від демократів на пост мера Нью-Йорка на користь Еда Коха, Ліберальна партія підтримала Куомо, який зрештою знову програв у ході загальних виборів. Кандидати Ліберальної партії відіграли свою роль, можливою спричинивши поразку демократа Франка О'Коннора в боротьбі за пост губернатора в 1966 році, назвавши Франкліна Делано Рузвельта молодшого своїм кандидатом в гонці проти чинного Нельсона Рокфеллера; і знову в 1980 році, коли було схвалено Джавітца(який програв в первинних республіканських виборах на пост сенатора Сполучених Штатів наступнику, Елу Д'Амато). У загальних виборах сенатора в 1980 році, передбачалося, що Джавітц прийняв голоси євреїв від Елізабет Хольцман, демократичного кандидата, оскільки вони обидва програли Д'Амато.

## 1980 і далі
Вплив Ліберальної партії зменшився після виборів 1980 року. Їх кандидат на пост губернатора в 1998 році, віце-губернатор Бетсі Росс Маккой, отримав менше двох відсотків голосів. Партія підтримала успішну кампанію Гілларі Клінтон в Сенат Сполучених Штатів у 2000 році, але це не відновило її стану. Після дуже поганого представлення на губернаторських виборах у 2002 році, коли колишній член кабінету адміністрації Клінтон Ендрю Куомо припинив свою кампанію перед виборами, але залишився в бюлетені і не спромігся отримати 50000 голосів по всьому штату, партія втратила своє автоматичне місце в бюлетені і припинила свою діяльність в  установах штату.
Ще однією перешкодою для спроб відновити Ліберальну партію було формування в середині 1998 року Партії робочих сімей, яка заручається сильною підтримкою профспілки, як це робили лейбористська і ліберальна партії в розквіті сил.
Ліберальній партії також закидали звинувачення в корупції і відмови від своїх ліберальних коренів на користь системи патронажу і кумівства — родичі Хардінга отримували призначення в адміністрації Джуліані, і було висловлено думку про те, що це була угода із взаємною вигодою, оскільки Джуліані як правило, не вважається «ліберальним» за мірками Нью-Йорка. У 1999 році The New York Observer назвав цю адміністрацію «ідеологічно позбавленою установою більш зацікавленою в протекції, ніж в політиці.»  У 2009 році Хардінг визнав себе винним в тому, що прийняв понад $ 800. 000 в обмін на політичні послуги для Алана Гевесі, нью-йоркського політика, який часто підтримував Ліберальну партію.
Партія робочих сімей стала новим обранцем ліберальних або лівоцентристських виборців, і те, що Партія зелених, інша ліва організація, також значно розширилася в той же час, не допомогло лібералам. Приблизно в той же час, коли відбувся сплеск виборчої сили в Партії робітничих сімей, Ліберальна партія не змогла кваліфікуватися для автоматичного статусу при голосуванні, що позбавило її властивої політичної влади. Центристські кампанії Тома Голісано піднесла Нью-йоркську партію незалежності в автоматичну лінію для голосування, значною мірою завдяки активній кампанії проти республіканця Джорджа Патакі, який також допоміг злити потенційні голоси Ліберальної партії. Станом на 2010 р Партія робітничих сімей та незалежності мають автоматичний доступ для голосування; Ліберальна партія досі його немає. Вона не виставила свого кандидата на пост губернатора в 2006, 2010 чи 2014, що зробило неможливим для партії отримати автоматичний доступ голосування принаймні до виборів 2018 року. (Автоматичний доступ для голосування досягається за рахунок отримання щонайменше 50000 голосів за губернаторського кандидата на партійній лінії.)
У 2005 році New York Daily News повідомила, що чинний мер Нью-Йорка Майкл Блумберг прагне відновити ліберальну партію в спробі завоювати демократичних виборців в переважно демократичному місті. Блумберг був переобраний в 2005 році, але нічого не вийшло з чуток про те, що його кампанія використовується як основа для відновлення Ліберальної партії. У 2006 році вперше з початку 1940-х років, на пост губернатора не було кандидата від лібералів. Едвард Калверт був кандидатом партії на пост губернатора в 2010 році, але партії не вистачило ресурсів, щоб зібрати необхідну петицію з 15000 дійсних підписів зареєстрованих виборців, щоб внести його в бюлетень.
Нинішній голова Ліберальної партії Джек Олчайн. Його виконавчий директор Мартін Хасснер. Попередник колишнього уповноваженого з парків Нью-Йорку Генрі Стерн беручи на себе обов'язки голови в 2004 році, лідером Ліберальної партії був Реймонд Хардінг.
Ліберальна партія схвалила республіканського кандидата Боба Тернера в 9-му виборчому окрузі на позачергових виборах в Нью-Йорку у 2011 році, зазначивши один з рідкісних випадків, коли Ліберальна і Консервативна партії одноголосно обрали кандидата.
Реймонд Хардінг помер від раку 9 серпня 2012 року у Бронксі, у віці 77 років, позбавляючи Ліберальну партію найвідомішого довгострокового діяча.

## Логотип
Символом Ліберальної партії Нью-Йорка є Дзвін Свободи.